# Ася (фільм, 1928)
Про однойменний фільм див. Ася (фільм, 1977)
«Ася» — авантюрно-любовна драма режисера Олександра Івановського, знята на кіностудії Радянське кіно (м. Ленінград) 1928 року.

## Сюжет
Авантюрно-любовна драма незаконної дочки І. С. Тургенєва Асі, котра втекла з маєтку до Петербурга з коханим, переплітається з дійсними фактами життя письменника. Фільм не має нічого спільного з однойменною повістю.

## У ролях
- Ольга Розевська — Ася
- Костянтин Хохлов — Тургенєв
- Надія Скарська — мати письменника
- Катерина Корчагіна-Александровська — куховарка
- Кіндрат Яковлєв — граф Бенкендорф, друга роль — Чертогон
- Анатолій Нелідов — поміщик Шаліков
- Ірина Володко — Поліна Віардо
- Сергій Глаголін — Степан
- Костянтин Каренін — Некрасов
- Петро Підвальний — Григорович
- Сергій Шишко — Панаєв
- Марія Доброва — Авдотья Панаєва
- Валерій Плотніков — Гедеонов
- К. Рєпін
- Петро Кузнєцов
- Іван Худолєєв — епізод

## Критика
Михайло Блейман і Юліан Оксман (не без благословення Юрія Тинянова, як свідчить у спогадах Олександр Івановський) написали, використовуючи деякі факти з біографії письменника, дивний сценарій, в якому Ася виступає в ролі незаконної дочки Тургенєва, Авдотья Панаєва — в ролі рятівниці Асі і покровительки Поліни Віардо, а сам Іван Сергійович у ролі такого собі безпорадної і нерозумної людини, пригніченого деспотизмом царизму і власної матері. Як будь-який твір, зроблене з позицій вульгарного соціологізму, фільм «Ася» здається сьогодні нестерпно примітивним, що ділять все в житті тільки на «чорне» і «біле». Для Іванівського він став уроком на все життя — ніколи більше він не змінить своєї закоханості в російську літературу, іманентним законам мистецтва, непримиренним з вульгарною соціологією.